# Newtonia (Vangidae)
Newtonia là một chi chim trong họ Vangidae.

## Các loài
- Newtonia amphichroa
- Newtonia brunneicauda
- Newtonia archboldi
- Newtonia fanovanae